# HD 176527
HD 176527 är en ensam stjärna belägen i den södra delen av stjärnbilden Lyran. Den har en skenbar magnitud av ca 5,26 och är svagt synlig för blotta ögat där ljusföroreningar ej förekommer. Baserat på parallax enligt Gaia Data Release 2 på ca 12,2 mas, beräknas den befinna sig på ett avstånd på ca 266 ljusår (ca 82 parsek) från solen. Den rör sig närmare solen med en heliocentrisk radialhastighet på ca -23 km/s.

## Egenskaper
HD 176527 är en orange till gul jättestjärna av spektralklass K2 III, som har förbrukat förrådet av väte i dess kärna och utvecklats bort från huvudserien. Den har en radie som är ca 20 solradier och har ca 128 gånger solens utstrålning av energi från dess fotosfär vid en effektiv temperatur av ca 4 300 K.